# Bulbul de Blanford
El bulbul de Blanford (Pycnonotus blanfordi) és una espècie d'ocell de la família dels picnonòtids (Pycnonotidae). Es troba a Cambodja, Malàisia, Myanmar, Tailàndia i Vietnam. També nidifica a Laos. Els seus hàbitats principals són els boscos tropicals i subtropicals de frondoses humits de les terres baixes, els matollars secs i humits tropicals i subtropicals, les terres llaurades, els jardins rurals i les àrees urbanes. El seu estat de conservació es considera de risc mínim.
L'epítet específic blanfordi fa referència al zoòleg anglès William Thomas Blanford (1832-1905).

## Taxonomia
Segons el Handook of the Birds of the World i la quarta versió de la BirdLife International Checklist of the birds of the world (Desembre 2019), el bulbul de Blanford presenta duessubespècies: (P.b. blanfordi i conradi). Tanmateix, en la llista mundial d'ocells del Congrés Ornitològic Internacional (versió 13.2, juliol 2023) la subespècie conradi es consideren una espècie separada: el bulbul de Conrad (Pycnonotus conradi).